# Aster
『Aster』（アスター）は、2007年11月9日にRusKが発売した18禁恋愛アドベンチャーゲームである。

## 概要
一人の少女の事故死を乗り越えて、恋していく少年少女たちを描く物語。
作品舞台はブランド過去作品『カラフルBOX』『君と恋して結ばれて』と同じ海晴坂市で、時間軸は4年後となっており、両作品のヒロインたちの成長した姿が作中に登場する。本作品特別版には、特典として『カラフルBOX』『君と恋して結ばれて』のノベル版が同梱されている。
物語は群像劇の形式で、以下の3部構成となっている。
第1部 沙耶編
沙耶と宏の恋と死別。
第2部 美幸編、雛編、はるな編、沙希編
4組のペアの恋物語。進行と共に主人公とヒロインが切り替わり、それぞれの視点の物語が展開する。
第3部 後日談
第2部以降の後日談。
2011年6月24日には『Aster 普及版』が発売された。

## あらすじ
（出典：）
榊宏は幼馴染みの沙耶・沙希の双子姉妹と仲良く暮らしていたが、学園2年目の夏に沙耶と恋人同士となる。しかし冬が近づいてきたある日、沙耶は交通事故で亡くなってしまう。悲しみに沈む宏と沙希、そして友人たちだったが、その悲劇をきっかけにそれぞれの恋物語が始まっていく。

## 登場キャラクター
（出典：）

### 主人公
榊 宏（さかき ひろ）
声：空野太陽
沙耶編・沙希編の主人公。北稜学園付属1年F組。口が悪くぶっきらぼう。料理が趣味で、父親と同じく料理人を目指しており、研究して作った料理をしばしば柚月姉妹に試食してもらっている。喫茶店「ハカランダ北稜店」でバイトしている。幼馴染みの沙耶と恋人同士になったが、沙耶の突然の死を受け止められずにいる。
小田巻 正人（おだまき まさと）
声：北野大地
美幸編の主人公。蒼南学園2年。剣道部の主将で、クラスの副委員長も務める。真っ直ぐな性格で、成績も優秀なため、周囲から信頼されている。同級生の委員長・山吹美幸に好意を持っているが、なかなか伝えることができない。
柳 京次（やなぎ きょうじ）
声：阪神虎吉
雛編の主人公。海晴坂中央学園3年。少々ズレた思考（性格）で口数が少なく、周囲からは怖い人と思われがち。しかし恋人の雛にはとても優しい。貯金のために、親戚が経営する「ハカランダ北稜店」でバイトしている。
萩原 睦月（はぎわら むつき）
声：石村千恵
はるな編の主人公。北稜学園付属1年。おとなしい性格と中性的な外見から頼りないと思われがちだが、実は剣道部所属でかなりの腕前。同じ地区の正人とは剣道のライバル。父親は既に他界して母親と2人暮しで、女手一つで育ててくれた母親には頭が上がらない。

### ヒロイン
柚月 沙耶（ゆづき さや）
声：まきいづみ
北稜学園付属1年。宏の隣家に住む幼なじみで、沙希の双子の姉。おとなしく家庭的で素直な性格。星を見る事が何よりも好きで、天文部に所属している。体があまり丈夫でなく、学園を欠席することが多い。昔から宏に好意を持っていたが、その恋が実った矢先に交通事故で亡くなってしまう。
柚月 沙希（ゆづき さき）
声：青山ゆかり
北稜学園付属1年。宏の幼なじみで沙耶の双子の妹。強気で明るく社交的。成績も学年トップクラスで、剣道部でも1年生ながらエースとして活躍している。宏に好意を持っているが、姉の想いを察して自分は身を引いている。
山吹 美幸（やまぶき みゆき）
声：遠野そよぎ
蒼南学園2年。海晴坂中央病院の院長の娘。優しく思いやりがあって真面目で、クラスの委員長を務める。副委員長の正人に憧れているが、恋愛には奥手のため会話もろくにできず、全く進展していない。
小田巻 雛（おだまき ひな）
声：成瀬未亜
海晴坂中央学園1年。正人の妹。気が強く物怖じしない性格だが、発育不足の自分の体型がコンプレックス。京次とは恋人の関係で、ズレた発言の多い京次によくツッコミを入れている。兄の影響で始めた剣道はそれなりの実力があり、同じく剣道部の沙希とは顔見知り。
姫萩 はるな（ひめはぎ はるな）
声：風華
北稜学園付属3年。常にぼんやりとしており、マイペースでつかみ所のない言動で周囲を翻弄する。スタイル抜群で、父親の仕事の関係でモデルのアルバイトをしている。恋愛には非常に疎く、交際を求めてくる相手は多いが、特定の相手はいない。睦月のことを弟のようにかわいがっている。

### サブキャラクター
竹本 伸二朗（たけもと しんじろう）
声：梅干丸夢千代
北稜学園付属1年。宏の（自称）親友。騒がしいムードメーカーで、交友関係はかなり広い。剣道部に所属し、同じ部活の沙希や睦月とは特に仲がいい。
藤宮 かなで（ふじみや かなで）
声：木村あやか
北稜学園付属1年。睦月の同級生。温厚で明るく素直な性格。柚月姉妹とは中学からの友人で、沙希に憧れて剣道を始める。幼なじみの伸二朗に好意を抱くも、一向に進展していない。
菊池 千春（きくち ちはる）
声：二階堂侍影
蒼南学園2年。正人の友人。唯とはバンド仲間で、作詞とギターを担当する。正人と唯には普通に会話するが、他の人とはほとんど話さない。
松本 唯（まつもと ゆい）
声：金田まひる
蒼南学園2年。正人の友人であり、菊池千春のバンド仲間（ボーカル担当）。好奇心旺盛で楽しいことが大好き。幼なじみの美幸と正人をくっつけようといろいろ画策している。
桜庭 渚緒（さくらば なお）
声：青山ゆかり
「ハカランダ北稜店」の主任兼事務担当。口数が少なく感情表現に乏しいが、細かいところまで気が回り、スタッフから信頼されている。京次とは従姉弟の関係。
『君と恋して結ばれて』のヒロイン。旧姓は柳。
桜庭 航太（さくらば こうた）
声：山口勝平
「ハカランダ北稜店」の若き店長。真面目で人当たりが良い。妻の渚緒・娘の渚帆と3人で暮らしている。
『君と恋して結ばれて』の主人公。
桜庭 渚帆（さくらば なほ）
声：成瀬未亜
航太と渚緒の娘。いつでも元気な甘えん坊で、だっこして貰うのが大好き。「ハカランダ北稜店」のスタッフである宏・京次・ゆかに懐いている。
高杉 若菜（たかすぎ わかな）
声：一色ヒカル
北稜学園付属3年。「ハカランダ北稜店」でバイトしている。寡黙で他人とあまり関わろうとしない。はるなとは長い友人で、宏ともアルバイトで顔なじみ。
栗原 ゆか（くりはら ゆか）
声：風華
「ハカランダ北稜店」でバイトしている年上の女性。明るく素直だがドジで早とちり。製菓衛生士の資格を持ち、バイトの他に父親の店を手伝っている。
『カラフルBOX』のヒロイン。両親が離婚したため母方の姓になっている。
楠木 綾音（くすのき あやね）
声：KOHIRO
北稜学園本校の体育科に在籍。はるなのモデル仲間で友達。明るく元気なお姉さん。
『カラフルBOX』のヒロイン。
小田巻 小鳥（おだまき ことり）
声：岬友美
正人と雛の母親。おっとりして常に笑顔だが、年齢のことは禁句。家族や娘の彼氏の京次を大切に思っている。
桐島 空（きりしま そら）
声：風華
ドイツ系クォーター。はるなのモデル仲間。世話好きで明るく優しいお姉さんだが、恋人の章一に対しては意地悪な言動が多い。
『君と恋して結ばれて』のヒロイン。
花守 章一（はなもり しょういち）
声：空野太陽
北稜学園本校に在籍。普段はクールで理知的だが、恋人の空には完全に尻に敷かれている。アルバイトで美幸の家庭教師をしている。
『君と恋して結ばれて』の主人公。

## スタッフ
（出典：）
- 企画：柊★たくみ
- 原画：浅葉ゆう (沙耶・沙希・雛)、わしみゆーこ（美幸・はるな）
- シナリオ：柊★たくみ （沙耶・沙希・はるなルート）、P助（美幸・雛ルート）
- ムービー：表本裕二(ALTERNAIT)
- 彩色：KeG、セラフィックアーツ
- 背景：キューン・プラント
- 音楽：折倉俊則

## 主題歌
（出典：）
オープニングテーマ「二つめの空」
作詞・作曲：折倉俊則 / 歌：UR@N
エンディングテーマ「夢を見る夢。」
作詞・作曲：折倉俊則 / 歌：Rita